# Грязная (приток Томи)
Грязная (в верховье Большая Грязная) — река в России, протекает по Крапивинскому району Кемеровской области.
Устье реки находится в 343 км по правому берегу реки Томь. Длина реки составляет 35 км.

## Притоки
- 12 км: Малая Грязная
- 22 км: Средняя Грязная

## Данные водного реестра
По данным государственного водного реестра России относится к Верхнеобскому бассейновому округу, водохозяйственный участок реки — Томь от города Новокузнецк до города Кемерово, речной подбассейн реки — Томь. Речной бассейн реки — (Верхняя) Обь до впадения Иртыша.